# Aarwangen
Aarwangen je obec ve švýcarském kantonu Bern. Leží na řece Aaře a vznikla původně jako opevnění zdejšího přechodu. První most zde byl postaven počátkem 13. století. V roce 2011 zde žilo přes čtyři tisíce obyvatel.